# 10016 Yugan
10016 Yugan è un asteroide della fascia principale. Scoperto nel 1978, presenta un'orbita caratterizzata da un semiasse maggiore pari a 2,4559015 UA e da un'eccentricità di 0,1409201, inclinata di 4,55281° rispetto all'eclittica.
Yugan è il nome abbreviato di Neftejugansk, una città nella Siberia occidentale, centro delle attività di trivellazione di Ust'-Balyk e altri campi petroliferi.